# جيمس هال (لاعب اتحاد الرغبي جنوب إفريقي)
جيمس هال (بالإنجليزية: James Hall)‏ هو لاعب اتحاد الرغبي جنوب أفريقي، ولد في 2 يناير 1996 في ديربان في جنوب أفريقيا.